# Шидляк, Ян
Ян Мариан Шидляк (пол. Jan Marian Szydlak; 24 ноября 1925, Семяновице-Слёнске — 13 сентября 1997, там же) — польский политик и государственный деятель времён ПНР, в 1970—1980 — член Политбюро ЦК ПОРП, в 1974—1980 — вице-премьер, в 1980 — руководитель официальных профсоюзов. Один из ближайших сподвижников Эдварда Герека. Отстранён от власти забастовочным движением 1980. Во время военного положения интернирован вместе с Гереком.

## Аппаратная карьера
Родился в рабочей семье из Верхней Силезии. Во время немецкой оккупации в пятнадцатилетнем возрасте был отправлен на принудительные работы в Германию. Затем возвращён в Польшу и до 1945 работал слесарем на металлургическом заводе в Свентохловице.
После войны Ян Шидляк вступил в правящую компартию ППР, с 1948 — ПОРП. В 1951 окончил партийную школу при ЦК ПОРП. Состоял в Щецинском и Катовицком (Сталиногрудском) воеводских комитетах ПОРП, был заведующим отделом пропаганды и региональным секретарём в Катовице. В 1960—1968 — первый секретарь Познанского воеводского комитета ПОРП. С 1964 — член ЦК, с 1968 — кандидат в члены Политбюро и секретарь ЦК ПОРП. В 1961 — 1980 — депутат сейма ПНР.
На партийных постах Ян Шидляк неукоснительно проводил в жизнь указания руководства и при Болеславе Беруте, и при Владиславе Гомулке. Во время рабочих протестов декабря 1970 Шидлак с тревогой говорил о созданной забастовщиками «Щецинской республике» и поддерживал меры подавления, хотя не принадлежал к инициаторам и организаторам насилия.

## Сподвижник Герека

### Интриги
Декабрьские события привели к отставке Гомулки. Новым первым секретарём ЦК ПОРП стал Эдвард Герек. На том же заседании ЦК 20 декабря 1970 Ян Шидляк был кооптирован в состав Политбюро. В следующее десятилетие Шидляк был одним из ближайших сподвижников Герека (наряду с такими деятелями, как Здзислав Грудзень, Ежи Лукашевич, Тадеуш Вжащик, Эдвард Бабюх).
В 1971 Шидляк вместе с Бабюхом сыграл важную роль в интриге, отодвинувшей главного конкурента Герека Мечислава Мочара из партийно-государственного руководства на второстепенный пост в Верховной контрольной палате. В 1974—1975 Грудзень, Бабюх и Шидляк организовали отстранение другого соперника Герека — Францишека Шляхцица. 12 декабря 1975 на пресс-конференции по итогам VII съезда ПОРП именно Шидляк назвал вывод Шляхцица из Политбюро «результатом социалистической демократии».

### Идеология
Первые годы «эры Герека» Ян Шидляк курировал идеологическое направление. В феврале 1971 Герек поручил Шидляку председательство в комиссии по расследованию декабрьских событий (заключение было выдержано в примирительных тонах). Состоял в руководстве Фронта единства народа. С 1974 по 1980 — председатель Общества польско-советской дружбы.
В декабре 1972 Ян Шидляк участвовал в урегулировании конфликтной ситуации с польским туризмом в ГДР. В результате открытия польско-восточногерманской границы приезжавшие в Восточный Берлин граждане ПНР нарушали правила торговли, вступали в столкновения с местными жителями. Ситуация обсуждалась на специальной встрече глав правительств — Вилли Штофа и Петра Ярошевича. В составе делегаций были, наряду с кураторами экономики, партийные идеологи — Герман Аксен и Ян Шидляк. Они договаривались о «разъяснительной работе с туристами», упорядочении групповых экскурсии, организации встреч представителей трудовых коллективов.
Политика Шидляка отражала смягчение идеологического контроля над обществом, осторожное открытие Польши для западной культуры, перенос акцентов пропаганды на профессионализм и эффективность. Такой курс был характерен для герековского правления в целом. Но «либерализм» Шидляка был более чем относителен. Он не имел осознанного интереса к реформизму или еврокоммунизму (как, например, Анджей Верблан и активисты «горизонтальных структур»). Курс герековской либерализации он проводил из сугубо прагматических соображений. Шидляка, как правило, не относят к «партийному бетону», но его взгляды были вполне ортодоксальны.

### Экономика
В 1976 Ян Шидляк переключился на экономическое руководство. Он сыграл значительную роль в заявленном повышении цен, которое привело к июньским массовым протестам. Именно Шидляку звонил из Радома под давлением демонстрантов первый секретарь воеводского комитета Януш Прокопяк — с просьбой отменить принятое решение. Шидляк ответил, что это невозможно. Прокопяк скрыл полученный ответ и тайно ретировался. Возмущённые протестующие сожгли здание воеводского комитета ПОРП. Решение о ценах в итоге пришлось если не прямо отменить, то поставить на паузу.
В декабре 1976 Ян Шидляк был назначен заместителем председателя Совмина Петра Ярошевича. В этом статусе Шидляк принимал участие в формировании общегосударственных хозяйственных планов и инвестиционных программ, получении иностранных заимствований. Этот курс Шидляка также совпадал с общей линией герековского «прерванного десятилетия» — инвестиционный «разогрев» экономики, стимулирование роста доходов населения в целях социального маневрирования.
В феврале 1980 Ярошевича сменил во главе правительства Бабюх. Ян Шидляк оставил вице-премьерский пост и возглавил Центральный совет профсоюзов. Однако во главе официального профдвижения Шидляк оставался только полгода.
Ян Шидляк был награждён орденом Строителей Народной Польши, орденом «Знамя Труда» 1-го и 2-го класса, Командорским крестом ордена Возрождения Польши, медалью «10-летие Народной Польши».

## Отстранение от власти
Летом 1980 волна забастовок вынудила руководство ПОРП и правительство ПНР пойти на переговоры с межзаводскими забастовочными комитетами. Были заключены Августовские соглашения, легализован независимый профсоюз Солидарность. 6 сентября новым первым секретарём ЦК ПОРП вместо Герека стал Станислав Каня. «Герековские кадры» устранялись из партийно-государственного аппарата.
Представления Шидляка о происходящих событиях были совершенно неадекватны. Подобно Гереку, он искренне считал, будто забастовки инспирированы Каней ради захвата высшего поста, и Лех Валенса — лишь «винтик в заговоре Кани». Распространение забастовок с Балтийского побережья по всей Польше, особенно в Силезии, Шидляк объяснял широким характером аппаратного заговора. Такая версия объяснялась, помимо прочего, низкокачественной информацией, получаемой от Службы безопасности МВД. Министр внутренних дел Станислав Ковальчик заверял, будто Валенса полностью подконтролен СБ — тогда как в секретном рапорте военной контрразведки генералу Чеславу Кищаку однозначно указывалось: Валенса стал неуправляем и опасен для режима.
Ещё при Гереке, 24 августа, Ян Шидляк перестал быть членом Политбюро, 26 августа снят с профсоюзного поста. На пленуме 6 октября выведен из ЦК «за ошибки и поддержку волюнтаризма в экономической политике». На IX чрезвычайном съезде ПОРП в июле 1981 Ян Шидляк исключён из партии вместе с Эдвардом Гереком и группой его ближайших сподвижников. Несколько ранее он сложил мандат депутата сейма. Был лишён ордена Строителей Народной Польши.
В апреле ЦК учредил Комиссию по установлению личной ответственности членов ПОРП во главе с Тадеушем Грабским. Началось и прокурорское расследование коррупции и злоупотреблений в аппарате Герека. Обвинения по партийной, а затем и по уголовной линии предъявлялись и Яну Шидляку. Комиссия Грабского установила за ним нарушения при строительстве дома в Катовице — недоплату за отделочные работы, покрытие задолженности за счёт государственной субсидии. При этом отмечалось, что после выявления Шидляк оплатил всё из собственных средств. Другие обвинения касались махинаций с бюджетными средствами — в особенности при получении и использовании западных кредитов.
По последующим оценкам, Шидляк держался с достоинством (что не было характерно для привлечённых бывших сановников). Он не перекладывал вину на Герека и других, разбирал обвинения и приводил контрдоводы.
Осенью 1981 высшее партийное руководство сделало ставку на силовое подавление «Солидарности». ЦК ПОРП утвердил первым секретарём генерала Войцеха Ярузельского. Одновременно вызрело политическое решение о показательном процессе над Гереком и его окружением. В этом окружении Ян Шидляк занимал одно из первых мест.

## Интернирование и амнистия
13 декабря 1981 в Польше было введено военного положения. Власть перешла к Военному совету национального спасения под председательством генерала Ярузельского. Милиция, ЗОМО, СБ и армия подавили забастовки «Солидарности» и интернировали около 10 тысяч оппозиционных активистов. Одновременно подлежали изоляции бывшие руководители, «несущие ответственность за кризис». К этой группе, возглавляемой Эдвардом Гереком, причислялся и Ян Шидляк.
37 бывших партийно-государственных руководителей были интернированы на армейском объекте в селении Глембоке. Условия содержания были довольно суровыми, особенно в первые дни: холодные помещения, скудное питание, унизительное обращение милицейской охраны. Герек с благодарностью вспоминал, как Шидляк, размещённый с ним в двухместной комнате, помогал ему при плохом самочувствии: завешивал разбитое окно, устраивал постель. После того, как 30 января умер Здзислав Грудзень, только Ян Шидляк позволил себе заявить претензии коменданту и сказать, что «людей, перенесших два сердечных приступа, нельзя сажать в тюрьму».
Все интернированные экс-сановники, в том числе Ян Шидляк, были освобождены к концу 1982. Однако показательный процесс ещё готовился, причём Шидляк, Ярошевич, Вжащик и Тадеуш Пыка рассматривались как главные обвиняемые по эпизодам с нецелевым расходованием валютных кредитов. Однако следствию не удалось сформировать достаточной доказательной базы. В июле 1984 сейм принял закон об амнистии в ознаменование 40-летия ПНР.

## Частная жизнь
Последние пятнадцать лет Ян Шидляк прожил частной жизнью. В политике не участвовал, от публичных выступлений воздерживался. В 1997, за полгода до кончины, указом президента Александра Квасьневского был награждён медалью «За долголетнюю супружескую жизнь».
Скончался Ян Шидляк в возрасте 71 года, после отстранения ПОРП от власти и преобразования ПНР в Третью Речь Посполитую. Похоронен в родном городе Семяновице-Слёнске с женой Марией.